# 遊車
遊車（ゆうしゃ、英語: Idler car, Spacer car）とは、鉄道による貨物輸送に際して、輸送上の理由により連結される荷重を負担しない貨車のことである。主に以下の3種がある。前二者については、通常は無賃でなく標記荷重トン数に応じた運賃が徴収される。他に、ク5000形車運車運用時に、電気機関車のパンタグラフから飛散する鉄粉等が積み荷にかかるのを防ぐ目的で機関車次位にワキ5000形有蓋車等を遊車として連結した例などがある。

## 長尺物輸送時の遊車

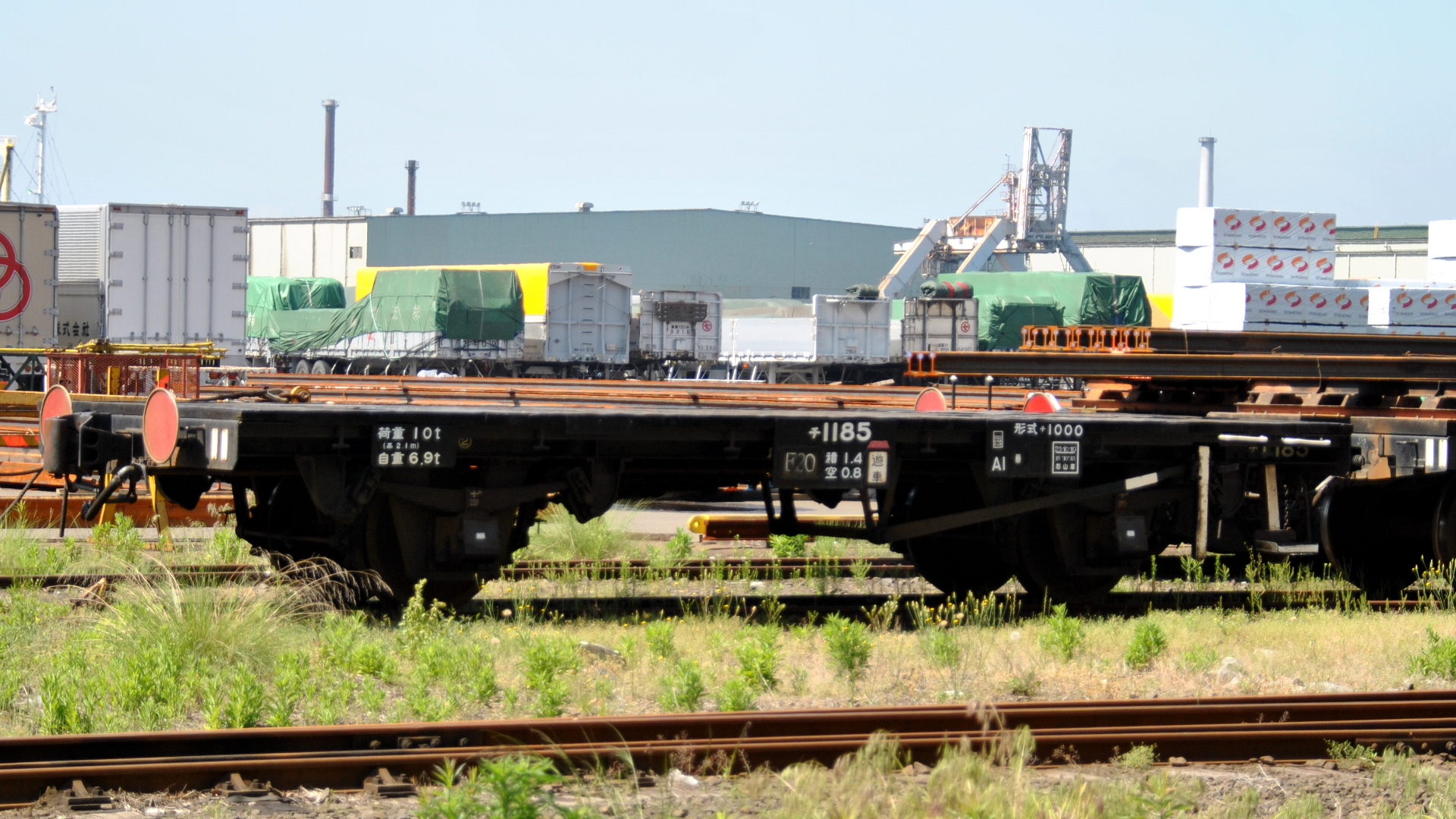
長尺物輸送時の遊車として使われるチ1000形

長物車、大物車等に車長を超える貨物を1車または2車跨ぎで積載する場合、その前後あるいは中間に主として空車の長物車を遊車として連結し、輸送を行う。曲線通過の関係上、積み荷の突出量には制限があり、従って遊車の長さは一定以上必要ないため、小型の二軸車が使用されることが多い。当初は遊車として使用する貨車の空きスペースには貨物の積載が認められていなかったが、大正15年の国有鉄道貨物運送規則並補則の制定時に条件付きで可能となった。

## 甲種鉄道車両輸送時の遊車
甲種車両輸送時に、その車両の連結器等の規格が異なったり、連結面に規定を超える突出がある時に、長物車、大物車等の貨車を遊車として連結する場合がある。連結器が異なる場合は遊車側を一時的に改造するほか、特に国鉄在来線での新幹線用車両輸送に際しては、車両メーカーが予め新幹線車両用連結器を装備した大物車を所有しており、これを遊車として使用するのが通例である。

## 火薬等危険品輸送時の遊車
火薬類鉄道運送規程において、火薬類積載貨車の前後に空車の貨車を連結することが定められている。火薬積載車の近傍に機関車や車掌車、緩急車等の乗員が乗った車両、あるいは危険品積載車が連結されるのを防ぐ趣旨であり、時代によって規程内容に若干の変遷があるが、概して積み荷が不燃性で輸送中に燃え出す恐れのない無蓋貨車や、積み荷が発火性がない有蓋貨車は空車に代用することが可能であった（なお、ここでいう「不燃物」は走行中に摩擦や蒸気機関車の火の粉による発火が常識的にあり得ない貨物で、木材なども「不燃」である。また、人間の安全のための規定であるので積荷・車体がいかなるものかにかかわらず、制動手や付添人の乗車する貨車はこの遊車には使用できない。）。これらや回送中の空車が充当できない場合には別に空車が手配され、遊車として連結された。
また火薬以外の一部危険品積載車においても機関車次位（補機などで後部に機関車が付く場合は前位も）の連結が禁止されている場合があり（時代にもよるが高圧や液化ガス・石油類など）、編成中に他の適当な貨車が無い場合は遊車の連結を必要とした。